# Eirenis modestus
Eirenis modestus är en ormart som beskrevs av Martin 1838. Eirenis modestus ingår i släktet Eirenis och familjen snokar. Släktets svenska namn är dvärgsnokar, och arten kallas ofta dvärgsnok på svenska.

## Beskrivning
En mycket slank och liten orm med en längd på 50 till 60 cm. Färgen på ovansidan är blekbrun till gråbrun eller grönaktig med svart halsband och två huvudfläckar (alla tre huvudmarkeringarna otydliga hos vuxna individer). Huvudet självt är smalt och inte särskilt tydligt avsatt. Buken är blank, vitaktig till blekgul.

## Ekologi
Arten är en dagaktiv, marklevande orm som lever under stenar och dylikt, gärna på klippsluttningar och torra, soliga, glesbevuxna backar, men även i skogsmark och kulturmark som trädesåkrar. Den förekommer från låglänt terräng upp till 1 800 m i bergstrakterna. Födan består av leddjur som insekter (framför allt skalbaggar och hopprätvingar), mångfotingar och i mycken liten utsträckning små reptiler.
Mellan andra hälften av juni och juli lägger honan mellan 3 och 8 ägg.

## Utbredning
Utbredningsområdet sträcker sig från den östliga, grekiska övärlden genom Turkiet till Kaukasus (södra Ryssland, östra Georgien, Armenien och Azerbajdzjan). Det finns dessutom osäkra uppgifter från Irak och Iran.

## Status
IUCN kategoriserar arten globalt som livskraftig. Arten är generellt allmän (utom den osäkra populationen i Iran), den är stabil och förefaller inte vara utsatt för några större hot.

## Taxonomi
Arten delas in i följande underarter:
- E. m. modestus (MARTIN, 1838) – Förekommer från Turkiet och österut
- E. m. semimaculatus (BOETTGER 1876)
- E. m. cilicius (SCHMIDTLER 1993) – Finns framför allt i södra Turkiet